# Monocorophium insidiosum
Monocorophium insidiosum är en kräftdjursart som först beskrevs av Crawford 1937.  Monocorophium insidiosum ingår i släktet Monocorophium och familjen Corophiidae. Inga underarter finns listade i Catalogue of Life.